# 劉備
劉 備（りゅう び、延熹4年（161年） - 章武3年4月24日（223年6月10日））は、後漢末期から三国時代の武将、蜀漢の初代皇帝。字は玄徳（）。
黄巾の乱の鎮圧で功績を挙げ、献帝や曹操に仕え、各地を転戦した。曹操の下から離れた後は諸葛亮の天下三分の計に基づいて益州の地を得て勢力を築き、後漢の滅亡を受けて皇帝に即位して、蜀漢を建国した。その後の蜀、魏、呉による三国鼎立の時代を生じさせた。
明代の小説『三国志演義』では中心人物として登場する。

## 生涯

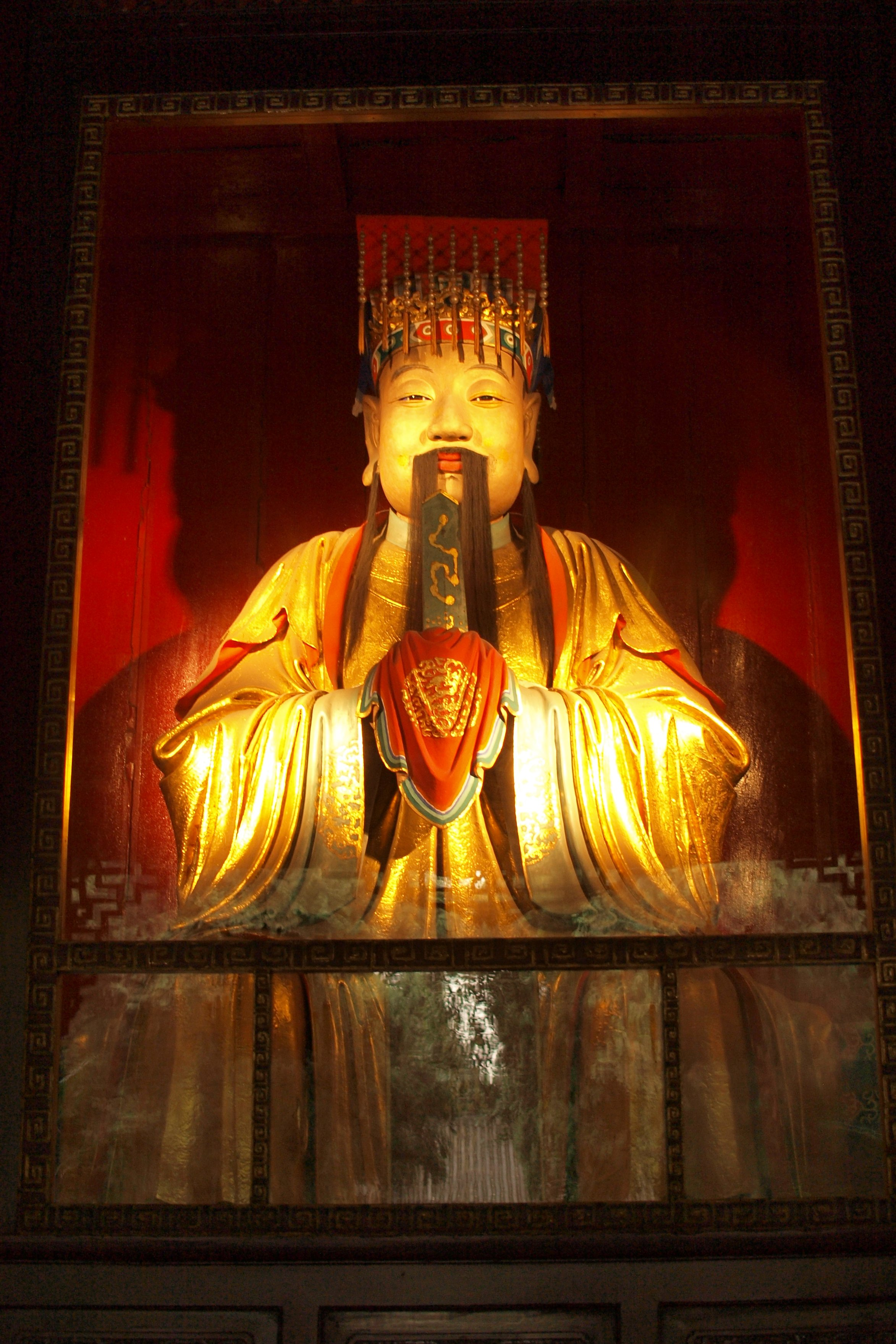
成都武侯祠の劉備像

### 出自
涿郡涿県（現在の河北省保定市涿州市）楼桑里の出身。祖父は劉雄、父は劉弘である。祖父は孝廉に推され、郎中となり、最終的には兗州東郡范県の令となった。父も州郡の官吏を勤めたが、劉備がまだ幼い頃に死んだために土豪（現地の小豪族）の身分でありながら劉備の家は没落して貧しくなり、母と共に筵を織って生計を立てていた。
幼い時に、家の前に生えている大きな桑の木を見て少年だった劉備は「大きくなったら天子の乗っている馬車に乗るんだ」と言った（天子の馬車は桑の木で出来ている）。その際、叔父の劉子敬（劉弘の弟）が劉備の口を塞ぎ「滅多な事を言うでない、そのような事を口に出すだけで、我が一族は皆殺しの刑に遭うぞ」と叱責したという。また、涿郡の人李定は劉備の生家を見て「この家から貴人が出るだろう」と述べた。敦煌文書によれば、この故事は劉備が7歳時の事である。
熹平4年（175年）、15歳の時に母の言いつけで、従叔父の劉元起（劉雄の甥）の援助を得て、その子の劉徳然と共に、同郷で儒学者として有名な盧植の下で学問を学ぶようになる。この時の同窓に遼西の豪族の庶子の公孫瓚と同郷の高誘がおり、劉備は公孫瓚と高誘らに対して兄事しており大変仲が良かったという。同時に牽招とも交流があり、「刎頸の交わり」を誓った仲と伝わる。柿沼陽平によれば、盧植は175年に九江郡太守となり、病で辞職し、すぐに廬江郡太守になり、その1年余りのち（ただし178年以前）に議郎となっており、しかも劉備が訪れたときに盧植は「もとの九江太守」と名乗っている事から、盧植には当時学生を直接教える時間などほとんどなく、劉備が師事した期閒はせいぜい数ヶ月あったにすぎない。
中山の豪商・張世平と蘇双は、劉備を見て只者ではないと思い、大金を与えた。なお、張世平は馬商人であることやこの頃に公孫瓚が涿県の県令を務めていたため、劉備は乗馬の趣味や公孫瓚とのつながりから張世平の面識を得たとする見方もある。このおかげで劉備は資金を手にして仲間を集めることが出来た。

### 決起
黄巾の乱が発生すると、関羽・張飛・簡雍・田豫らと共に義勇軍を結成し、校尉の鄒靖に従って、その名を挙げた。その功により中山国安熹県の尉に任命された。
しかし、郡の督郵（監察官の職）が公務で安熹にやって来た際に面会を断られたのに腹を立ててそのまま押し入ると、縛りあげて杖で200回叩き、官の印綬を督郵の首にかけ、官を捨てて逃亡した。
あるとき、大将軍の何進が都尉の毌丘毅を丹陽郡に派遣した。劉備は毌丘毅の従事として従軍して下邳に向かい、敵軍と戦い、軍功を残し下密県の丞に任じられたが、短期間で官職を辞した。後に、高唐県の尉となり昇進して県令となった。
191年（初平2年）、敵軍に敗れて、昔なじみの中郎将・公孫瓚の元へ身を寄せ、公孫瓚から別部司馬に任じられ、青州刺史の田楷を助けて袁紹軍と戦った。そこで戦功を立てたので、公孫瓚の推薦により平原県の仮の令という地位を得、そののち平原国の相となった。劉備は賊の侵入を防ぎ、民に経済的な恩恵を与え、身分の低い士人を差別しなかったので、大勢の人々に心を寄せられた。
公孫瓚は袁術と手を結んでおり、初平3年（192年）、袁術と袁紹が決裂すると、袁術の要請で劉備を高唐に、単経を平原に、徐州牧の陶謙を発干に駐屯させ、袁紹を圧迫した。
この頃、平原の人劉平は劉備の配下になるのを不快に感じて、刺客を派遣した。そうとは知らずに劉備は、刺客を手厚くもてなした。刺客は殺すのが忍びなくなり、自らの任務を劉備に告げて帰ってしまった。
初平4年（193年）、徐州の陶謙が曹操に攻められて田楷に救援を求めて来たので、田楷は劉備を補佐として陶謙の元へと向かった。陶謙は劉備を評価して4000人の丹陽兵を与えた。そのため劉備は田楷の元を離れて陶謙に身を寄せるようになった。
興平元年（194年）、曹操が退いた後、陶謙は劉備を豫州刺史に推挙して認められた。その後、陶謙は病が重くなり、徐州を劉備に託そうとした。劉備は初めは断ったものの、親交があった陳登・孔融らの説得を受けて徐州を領した。この時に鄭玄の推薦で、北海郡の人の孫乾を従事として迎えた（『鄭玄伝』では、陶謙の推挙で豫州刺史に任じられた時とする）。陳紀とも交流があり、その子陳羣も劉備が豫州刺史に任じられた時に登用され、別駕従事となった。陳到は劉備の豫州刺史時代からの配下とされ、また、同姓のため賓客扱いされた劉琰もこの時期に劉備へ仕官し、以後の流浪を共にした。
曹操に敗北した呂布が徐州へやって来たので、迎え入れた。その後、袁術が攻めて来たのでこれと対峙し、1ヶ月が経過した頃、下邳の守将の曹豹が裏切って呂布を城内に迎え入れ、劉備の妻子は囚われてしまった。劉備は徐州へ帰って呂布と和睦し、自らは小沛へと移った。苦境に陥った劉備を援助したのは、徐州の大地主であった糜竺であり、劉備は後々まで彼を重用することになる。

### 没落と流浪
劉備は兵を1万余り集めたが、劉備が多数の兵を集めたことを不快に思った呂布は劉備が守る小沛を攻め敗走させた。劉備は曹操の元へ身を寄せた。ここで、曹操は劉備の器量を評価して優遇した。しばらくして曹操が上奏し、劉備を宜城亭侯に封じ、豫州の牧に任命して、劉備を援助して再び小沛に入らせた。
建安2年（197年）、楊奉と韓暹は呂布と同盟を結び、袁術を大いに撃破し、徐州・揚州付近を荒らしていたため、劉備は楊奉・韓暹を討ち取る。
建安3年（198年）春、呂布が攻めて来たので、劉備は曹操に援軍を要請した。曹操は夏侯惇を派遣したが、呂布の部下の高順に撃破され、張遼、高順らは半年以上も包囲を続け9月、遂に沛城は陥落し、劉備は逃走した(先主伝注引く『英雄記』)。劉備の妻子は再び捕虜となった。曹操は自ら出陣して劉備軍と合流すると共同して呂布を攻めて、呂布を生け捕りにした。曹操は呂布が将軍として有能なので殺すのを少しためらったが、劉備は「呂布がかつて丁原と董卓を殺した事をお忘れなきよう」と曹操を諌めた。これを聞いた呂布は激怒し、劉備に対して「大耳野郎！奴こそが一番信用ならぬのだぞ！」と罵倒したが、結局、呂布は絞首刑に処された（下邳の戦い）。
劉備は曹操に連れられて曹操の根拠地で献帝のいる許昌へ入り、左将軍に任命された。ここでの劉備に対する曹操の歓待振りは、車を出す時には常に同じ車を使い、席に座る時には席を同格にするという異例のものであった。曹操と歓談していた時に曹操から「今、この天下に英雄と申せる者は、貴公とこの俺、劉玄徳と曹孟徳のみだ。本初如きは物の数に入らんよ」と評されている。かつて曹操配下の将軍であった徐翕・毛暉は呂布を担いで反乱を起こし、琅邪国相の臧覇に匿われていた。劉備は曹操の命を受け、臧覇に徐翕・毛暉の首を送るよう説得の使者を務めた。
この頃、宮中では献帝よりの密詔を受けた董承による曹操討伐計画が練られており、劉備はその同志に引き込まれた。その後、討伐計画が実行に移される前に朱霊・路招らと共に袁術討伐に赴き、都から徐州に逃げ出す名分を得たという。袁術は袁紹と合流しようとしたが、劉備に道をふさがれたので、引き返し、やがて病死した。
袁術が死去したので、朱霊らは帰還したが、劉備は徐州に居残り、下邳を根拠地とし、徐州刺史の車冑を殺した。下邳の守備を関羽に任せて自らは小沛に移ると、多数の郡県が曹操に背いて劉備に味方した。曹操と敵対することになったので孫乾を派遣して袁紹と同盟し、曹操が派遣した劉岱・王忠の両将を破った。劉備は劉岱らに向かって「お前達100人が来たとしても、私をどうする事もできぬ。曹操殿がご自身で来られるなら、どうなるかわからぬがね」と言った。
だが、劉備の裏切りに激怒した曹操自身が攻めて来ると敵し得ず、袁紹の元へと逃げ、関羽と夏侯博は劉備の妻子と共に曹操に囚われた。『三国志』蜀書先主伝の注に引く『魏書』によれば、劉備は攻めて来た曹操の指揮の旗を見ると、戦わずして逃走したという。袁紹の長子袁譚をかつて劉備が茂才（郷挙里選の科目の一つ）に推挙していたので、その縁で袁紹の元へ身を寄せて大いに歓待された。
袁紹が、曹操と官渡でにらみ合っている時に、汝南で元黄巾軍の劉辟が曹操に対して反旗を翻したので、劉備は袁紹の命を受けこれに合流して、数県を攻め取ると、多くの県が曹操に背いて劉備らに味方した。この時に関羽が曹操の元を去り、劉備のところへ帰ってきた。曹操は曹仁を派遣して、劉備を撃退した。その後、劉備は袁紹の命を受け、再び汝南に侵攻し、賊の龔都らと手を結んだ。曹操は蔡陽を派遣し劉備らを攻撃させたが、蔡陽は敗北し討たれた。『三国志』趙儼伝によれば、このとき袁紹が豫州に兵を派遣し、豫州の諸郡に味方になるよう誘いをかけると、多くの郡がそれに応じたという。
袁紹が敗北したあと、自ら兵を率いて劉備討伐の構えをみせてきた曹操に対して衆寡敵せずと判断し、袁紹の元から離れ荊州の劉表の元へと身を寄せた。

### 再起と新生劉備軍

#### 三顧の礼
劉表から新野城（現在の河南省南陽市新野県）を与えられ、ここに駐屯して夏侯惇・于禁の軍を博望坡にて撃破した（博望坡の戦い）。しかし、劉備の元に集まる人が増えたことで、劉表は劉備を猜疑するようになった。また、劉表は外征に熱心ではなかったため、曹操の烏丸討伐の隙をついて許昌を襲撃するようにという劉備の進言は劉表に受け入れられなかった。
この時期のエピソードとして「ある宴席で、劉備が厠に行った後に涙を流して帰ってきた。どうしたのかと劉表が聞くと『私は若い頃から馬の鞍に乗っていたので髀（もも）の肉は全て落ちていました。しかし今、馬に乗らなくなったので髀に肉が付いてしまいました。既に年老いて、何の功業も挙げていないので、それが悲しくなったのです』と答えた」という話がある（裴松之が注に引く『九州春秋』より）。この事から髀肉之嘆（ひにくのたん）という故事成語が生まれた。
建安12年（207年）に諸葛亮を三顧の礼にて迎え入れ、既に強大な勢力を築いている曹操と孫権に対抗するためには中国統一を捨て、荊州と益州を入手する事によって新たに天下を三分割し、劉蜀として曹魏と孫呉に立ち向かうという天下三分の計を説かれた。

#### 逃走
その後、劉表が没し、劉表の後を継いだ劉琮が曹操に降伏した。諸葛亮は劉琮を討って荊州を奪ってしまえと進言したが、劉備は「忍びない」と言って断り、逃亡した。
劉備が逃亡すると、劉琮配下や周辺の住民10数万が付いてきた。そのためその歩みは非常に遅く、すぐにでも曹操軍に追いつかれそうであった。ある人が住民を捨てて早く行軍し江陵を確保するべきだと劉備に進言したが、「大事を成すには人をもって大本としなければならない。私を信じ、ついてきてくれた人たちを捨てては行けぬ」と言って住民と共に行軍を続けた。
その後に曹操の軽騎兵隊に追いつかれて大打撃を受け、劉備の軍勢すら散り散りで妻子と離れ離れになり、2人の娘は曹純に捕らえられるという悲惨な状況だったが、趙雲が乱戦中に甘夫人と劉備の子・阿斗（後の劉禅）を救った。
殿軍を務めた張飛の少数部隊が時間稼ぎをし、関羽の軍と合流する事で態勢を立て直し、劉表の長子で劉一族である劉琦を自軍に併合した（長坂の戦い）。

#### 基盤構築と勢力拡大開始
長坂の戦い後に軍勢を整えた劉備は、孫権陣営より様子見に派遣されてきた魯粛と面会し、諸葛亮を孫権の下に同盟の使者として派遣する。諸葛亮は孫権の説得に成功して同盟を結び、建安13年（208年）、赤壁の戦いにおいて曹操軍を破った。
赤壁の戦い後、劉備は荊州南部を占拠し、劉琦を上表して荊州刺史に立て、荊州の南の四郡（武陵・長沙・桂陽・零陵）を併合し、徐州追放以来に初めて確固たる基盤を得た。その後に程なくして劉琦が死去すると、家臣達に推戴されて荊州牧となった。関羽を盪寇将軍・襄陽太守、張飛を征虜将軍・宜都太守、廖立を長沙太守、郝普を桂陽太守、向朗を秭帰など4県の督に任命した。劉備が荊州を治めるようになると、潘濬を治中従事に任じた。後に劉備が蜀に入ると、彼を荊州に留めて州の事務の処理にあたらせた。
劉備の荊州牧就任後、劉備の勢力拡大を憂慮した孫権は、自らの妹（孫夫人）を劉備に娶わせ、さらに共同して西の蜀（益州）を獲ろうと申し出てきた。この提案に乗るべきだという意見もあったが、殷観は、孫権の先駆けとなって益州を攻撃するよりも、孫権への態度を曖昧にした上で、独力で益州を攻め取るべきだと意見した。劉備は殷観の提案に従い、「今は荊州を得たばかりであり、準備ができていない」と返答して断った。
孫権は聞き入れず、孫瑜に水軍を統率させ夏口に駐留させた。劉備は軍の通過を認めず、孫瑜に「お前が蜀を奪い取るつもりならば、私は髪を振り乱して山に入り[隠遁して]、天下に対して信義を失わぬようにするぞ」と言い、関羽を江陵に、張飛を秭帰(しき)に駐屯させ、諸葛亮を南部に拠らせ、劉備自身は孱陵(せんりょう)に駐留した。孫権は劉備の意思を知ると、孫瑜を召還した。

#### 益州進撃
建安16年（211年）、蜀の主である劉璋が五斗米道の張魯に対抗するために、劉備に対し兵を益州に入れて欲しいと要請してきた。ところが、要請の使者である張松と法正は既に劉璋を見限っており、劉備に対して蜀を獲ってしまうように勧めた。龐統もこの話に乗るように進言し、劉備はこれを受け入れた。
関羽・張飛・諸葛亮らを留守に残し、劉備は自ら龐統・黄忠・法正と数万人の兵を引き連れて、蜀へ赴いた。蜀に入ると劉璋によって歓待を受け、宴が開かれた。龐統はこの機会に劉璋を捕らえて一気に蜀を手に入れるように進言したが、劉備は「今はその状況ではない（これは重大な事であるから、あわててはいけない、他国に入ったばかりで恩愛や信義はまだあらわれていない、それはいかん）」と述べて退けた。張裕は劉璋の従事として劉備との会談に同席していたが、劉備は張裕の髭が豊かであったのを見てからかった。それに対し、張裕は髭のない劉備にあてつける形で「潞涿君」と言い返した。これにより、劉備は張裕に恨みを覚えることとなった。
劉璋は劉備に兵や戦車や武器や鎧などを貸し、劉備軍は総勢3万人となった。その後、劉備は兵を率いて前線の葭萌へ駐屯し、この地で張魯を討伐するよりも住民たちの人心を収攬することに勤め、来たるべく蜀占領に向けて準備を整えた。建安17年（212年）、曹操が孫権を攻め、劉備に対して救援要請が来た。劉備たちはこれを兵力移動の隠れ蓑にして劉璋から付けられた監視役の高沛と楊懐の二将を謀殺して、葭萌城を霍峻に守らせ、蜀の首都成都へと向けて侵攻を始めた（劉備の入蜀）。諸葛亮・張飛・趙雲らも長江をさかのぼり、益州の郡県を攻略した。関羽は本拠地の押さえとして引き続き荊州に残った。
劉備本軍は涪城を占拠し、冷苞・劉璝・張任・鄧賢を破り、綿竹の総指揮官である李厳を降伏させるなど、初めは順調に進んでいたものの、劉循・張任が守る雒城にて頑強な抵抗に合い、1年もの長い包囲戦を行なわざるを得なかった。この戦闘中に龐統が流れ矢に当たって戦死した。劉備が龐統に賛美と慨嘆の言葉をもらした際に、張存はかねてより龐統を買っていなかったので、「龐統は忠義を尽くして惜しむべき人物でありますが、しかし君子の道に反しておりました」と述べた。劉備は腹を立て、「龐統は身を殺して仁を成し遂げたのだ。お前はそれを悪いと申すか」と言って、張存を免官にした。張存はほどなく病没した。そして、長い抗城戦の末雒を落とすことに成功し、荊州から進軍してきた諸葛亮や張飛らも加わり成都を包囲した。馬超は劉備が成都を包囲したと聞くや、密書を送って降伏を願い出た。劉備は李恢を漢中に派遣して馬超を味方に引き入れさせた。馬超はかくて命令に従った。劉備は馬超が到着したと聞いて喜び、「私は益州を手に入れたぞ」といった。使者をやって馬超を迎えさせると、馬超は軍兵を率いて、まっすぐに城下に到着した。劉璋は「わしはもはや領民を苦しめたくない」と言い、降伏した。こうして劉備の蜀の乗っ取りは功を成した。これにより天下三分の形勢がほぼ定まった。
劉備は牧を兼任すると、李邈を従事に任命した。正月元旦、李邈は酒をついで廻る役を命ぜられ、劉備に目通りする機会を得た際、劉備を難詰して、「振威将軍(劉璋)は、将軍(劉備)のご一族として、賊討伐を委任なされたのです。それなのに、大功をおあげにならぬうちに、賊軍より先に[振威将軍(劉璋)を]滅ぼしてしまわれました。私は、将軍が我が州を奪われたことを、はなはだよろしくないことと思っております」と言った。劉備が「それがよくないとわかっていたなら、どうして彼を助けなかったのだ」と尋ねると、李邈は「助けようとしなかったわけではありません。力不足だっただけです」と答えた。

### 三国争覇
蜀を得て安定した地盤を得た劉備であったが、孫権勢力からの警戒を買うこととなった。もともと赤壁の勝利は孫呉の力によるものであると考えていた孫権は、荊州はその戦果として当然帰属するべきものと考えていた。劉備の荊州統治を認めていたのは、曹操への防備に当たらせるためであり、劉備の勢力が伸長しすぎることは好ましいことではないと考えていたのである。
建安20年（215年）、劉備が蜀を手に入れたことで、孫権が荊州の三郡（長沙・桂陽・零陵）を引き渡すようにと言ってきたが、劉備は「涼州を手に入れたら荊州の地を返します」と答えた。これに怒った孫権は呂蒙を派遣して荊州を襲わせ、両者は戦闘状態に入った。
しかしその頃、張魯が曹操に降伏して益州と雍州を繋ぐ要害の地である漢中地方は曹操の手に入った。この事に危機感を抱いた劉備は荊州の呂蒙に奪われた長沙郡・桂陽郡の領有を認めることで孫権と和解し、奪われた零陵郡の返還と南郡の領有を認めさせ、漢中の攻略を目標とすることになった。
劉備は曹操から漢中を奪おうと出兵を企て、周羣に占わせた。周羣は「土地を手に入れても住民は手に入らないでしょう。また、一部隊しか出さないのであれば必ず負けます」と答えた。劉備は進言を聞かず呉蘭・雷銅を出撃させたが、両名は敗死した。その後、漢中攻略には成功したが、住民の多くは曹操によって移住させられた後だった。
建安24年（219年）、自ら陣頭指揮を執り漢中の夏侯淵・張郃を攻め、法正と黄権の策に従いこれらを撃破し、夏侯淵・趙顒らを斬り殺した（定軍山の戦い）。劉備は張郃を恐れて夏侯淵を軽く見ていた。夏侯淵を殺してから、劉備は言った、「いちばんの大物を手に入れなければならぬ。こんなことでどうする。」張郃は陽平に引き返した。劉備につけこまれることを心配して全軍は色を失ったが、郭淮は軍兵に命令を下した「張将軍は国家の名将であり、劉備に恐れられている。今日事態は急迫している。張将軍でなければ落ち着かせることはできぬ。」かくて張郃を軍の総大将とした。
その後、曹操自身が漢中を奪還すべく軍を率いて攻めてきたが、劉備は高い山に立て籠もり防御に徹して、曹操軍に多くの損害を与え、曹操軍を撤退させた。
劉備は左将軍・領司隷校尉・豫荊益三州牧・宜城亭侯と称していたが、漢中を手に入れたことや曹操が建安21年（216年）に魏王になっていたことを受けて漢中王を自称した。前漢の高祖劉邦が漢王であった故事に倣ったものであった。また、同時に大司馬も称した。なお、群臣が劉備を漢中王に推挙した際の文章は、李朝の書いたものである。平西将軍・都亭侯の馬超、左将軍長史・鎮軍将軍の許靖、営司馬の龐羲、議曹・従事中郎・軍議中郎将の射援、軍師将軍の諸葛亮、盪寇将軍・漢寿亭侯の関羽、征虜将軍・新亭侯の張飛、征西将軍の黄忠、鎮遠将軍の頼恭、揚武将軍の法正、興業将軍の李厳らが上表に名を連ねた。
一方、東では荊州を奪還するべく孫権は呂蒙たちとともに策を練り、関羽が曹仁の守る樊城を攻めている間に、曹操と同盟を結び、荊州本拠を襲って、孤立した関羽らを捕らえ、これを処刑した。これにより荊州は完全に孫権勢力のものとなった（樊城の戦い）。
劉備の養子の劉封は関羽の救援に赴かず、対立していた孟達の軍楽隊を没収し、孟達が曹操に寝返り、曹操軍に上庸を奪われた。劉備は諸葛亮の提案に従い、劉封を軍規により処刑させた。

### 夷陵（猇亭）の戦い
劉備は曹操死去の報を受けると弔問の使者として韓冉を魏に遣わし、蜀錦を曹丕に献じることにした。一方、曹丕は劉備が曹操の死を利用して好を通じようとしていることを嫌い、その使者を殺すようにと荊州刺史に命じた。
張裕はある人に漢朝の滅亡と劉備の死を予言した。その人が密かに訴え出ると、劉備は以前からの不遜な態度もあったため激怒し、漢中についての発言の誤りを明らかにさせ張裕を処刑しようとした。諸葛亮は張裕の助命を嘆願したが、劉備は「美しい蘭でも門に咲いていれば刈り取らなければならない」と言い、張裕は処刑された。
建安25年（220年）に曹操の嫡子・曹丕が後漢の献帝から帝位の禅譲を受けた。これに対抗して太傅許靖・安漢将軍糜竺・太常頼恭・少府王謀・光禄勲黄柱らは劉備に帝位への即位を促す勧進文を送り、劉備は受け入れた。蜀の地に作られた漢王朝であるため、前漢（西漢）、後漢（東漢）と区別し、蜀漢（季漢）ともいう。丞相録尚書事の諸葛亮、司徒の許靖、車騎将軍・司隷校尉の張飛、驃騎将軍・涼州刺史の馬超、偏将軍・關中都督の呉懿、鎮北将軍の魏延、輔漢将軍の李厳、侍中の馬良、尚書の楊儀、大鴻臚の何宗らが表に名を連ねた。即位に反対した費詩は左遷された。
劉備が派遣した使者の韓冉は病気と称して上庸より先へは行かず、劉備の弔問の書は上庸から曹丕の元まで届いたという。その返答を得た劉備は自ら帝を称した。こうして、劉備は皇帝に即位したが、同年6月、張飛が部下の張達と范彊によって殺害された。張達と范彊は、その首を持って長江を下って孫権の下へ逃亡した。その報告の使者が訪れると発言する前に劉備は「ああ、飛が死んだ」と、死を嘆いた。
劉備は呉を討伐しようとしたとき、人をやって李意其を迎えた。李意其が来ると礼を尽くして敬い、出兵の吉凶を尋ねた。李意其はこれに答えず、紙と筆を求めて、兵・馬・武器の絵を数十枚描きあげると、すぐさま一枚一枚これを破り捨て、また大きな身体の人物の絵を描き、地面を掘ってそれを地に埋めて立ち去った。劉備はたいへん不快がったという。また秦宓は天の与える時期からいって必ず勝利は得られないと説いた廉で、獄に幽閉されたが、後に釈放された。
劉備は章武元年（221年）、孫権に対する報復として趙雲の諫言を押し切って親征（夷陵の戦い）を行った。初めのうちは呉軍を軽快に撃ち破りながら進軍、呉は荊州の拠点であった江陵を背後に残すまでに追い詰められた。また、武陵の部従事である樊伷が異民族の者たちに誘いをかけ、武陵郡を挙げて劉備に帰属しようと企てた。
しかし、翌章武2年（222年）夏、蜀漢軍は夷陵にて陸遜の火計策に嵌り大敗し、孫桓は、敗走する劉備を追って、夔城（きじょう）に通じる道を断ち、その道の要所要所を閉鎖した。劉備は、山中をたどり険害を乗り越えて、やっとのことで脱出すると、憤り嘆息して「私が昔、孫権を頼りに（呉の）京城（都、首都の意）に行った際には、孫桓はまだ子供であったのに、その孫桓に今私がこのように追いつめられるとは」と言った。そして白帝城に逃げ込み、ここに永安宮を造営し、崩御するまで滞在した。永安にて馬忠に会って言葉を交わした後、劉巴に向かって「黄権を失ったが、代わりに狐篤(馬忠)を得た。これこそ、世に賢者は少なくないということだ」と言った。
徐盛・潘璋・宋謙らは「今劉備を攻めれば、必ずや捕らえられます」と上表した。しかし、陸遜・朱然・駱統は「曹丕が兵を集めているのは、表向きは呉を助け、劉備を討つためとしていますが、実際は呉を攻めることを企んでいます。すみやかに軍を帰還させるべきです」と進言した。そのため、孫権は使者を派遣して和睦を請うた。劉備はこれを許可し宗瑋・費禕らをやって返事をさせた。果たして曹丕は呉に対して江陵など3方面から攻撃をしかけてきた。劉備は陸遜に手紙を送り、蜀から援軍を江陵に送ることを提案したが、陸遜は呉蜀の国交が回復したばかりであることと、蜀軍は敗北で疲れきっており、国力の回復に努めるべきではないか、と意見し、これを断ったという。

### 遺言
ここで劉備は病を発し、病床に臥せってしまう。章武3年4月24日（223年6月10日）、劉備は丞相・諸葛亮と劉永・劉理ら諸子を呼び寄せた。諸葛亮には「そなたの才能は魏の曹丕の10倍はある。必ずや国に安定をもたらしてくれる事であろう。我が子（劉禅）が皇帝としての素質を備えているようならば、補佐して欲しい。だが、もし我が子が補佐するに足りない暗愚であったならば、迷わずそなたが皇帝となり国を治めるのだ」、「馬謖は自分の実力以上の事を口にする故、彼に重要な仕事を任せてはいけない。そなたはそれを忘れずにな」と言い遺し、息子たちに対しては「悪事はどのような小さな事でも行ってはいけない。善事はどのような小さな事でも行うように。お前達の父は徳が薄く、これを見習ってはいけない。『漢書』・『礼記』・『六韜（呂尚の著と伝えられる兵法書）』・『商君書（商鞅の著と伝えられる法律論）』等を読んでしっかり勉強するように。これより丞相（諸葛亮）を父と思って仕えよ。いささかも怠ったらばお前達は不孝の子であるぞ」と言い遺し、間もなく崩御した。享年63。人々はそこで、くだんの李意其の絵の意味を理解した。李意其が大きな人物を描いてこれを埋めたのは、とりもなおさず劉備が死ぬことを予言していたのである。
三国志の著者である陳寿は劉備の遺言を「国を任せて遺児を諸葛亮に託し、心になんの疑惑も持たなかったこととなると君臣の私心なきあり方として古今を通じて立派な行いである」と絶賛し、後の世にも劉備のこの遺言は多くの人々に称賛を受けてきた。
しかし、この遺言はかなり異様なものであり、後世「乱命」とする説も現れた。皇帝が臣下に「お前が我が息子の代わりに皇帝になってみろ」と言い放つのは中国史でもほとんど例がないことであり、諸葛亮が簒奪をたくらんでいるのかと誤解される内容だからである。清の康煕帝は資治通鑑のこの箇所を読み、「劉備は諸葛亮を水魚の交わりと自分で例えたりしており、諸葛亮が忠臣で真面目な人柄だったことは熟知していたはずだ。遺言で諸葛亮の裏切りを疑うようなことをなんで書いたのだろう？三国時代は騙し合いを好む時代だったからだろうか、酷い話だ！」と嘆いて自分の蔵書にコメントを残している。ただ、劉備が諸葛亮を疑った理由は「諸葛亮が丞相」だったからである。この頃の丞相は董卓・曹操がそうであったように、ほぼ皇帝代行に近く、簒奪が可能な地位であった。そして、無能な劉禅は諸葛亮を抑え込める力はない。諸葛亮が帝位に就く可能性は十分存在していた。那珂通世はこのことを指摘して、「中国中世の丞相のうち、帝位を狙わず忠義を尽くしたのは諸葛亮の他は東晋の王導・前秦の王猛ら数名だけである」と述べ、「諸葛亮などの僅かな例外を除くと、司馬昭・劉裕・蕭道成・侯景・楊堅・李淵等の丞相職にあった人物はすべて皇帝位乗っ取りを図った。丞相職は国家乗っ取りの段階である。姦雄が帝位簒奪を図る時にまず狙うのが丞相の位であった」とさえ極言している。

### 陵墓
陵墓は成都市南西郊外の恵陵。現在は諸葛亮をまつる武侯祠の区内にある。前面には乾隆53年建立と刻された「漢昭烈皇帝之陵」の碑がある。しかし、彭山県蓮花村にある三国時代の墓に比定する説もあり、白帝城のあった奉節県に墓所を求める説もあり、お国自慢もからんで現在もにぎやかに議論が続いている。

### 子孫
劉備の子孫は、永嘉年間の八王の乱によりほとんどが殺されたが、劉永の孫である劉玄のみが生き残った。彼はチベット系氐族の一派である巴氐の酋長の李雄が蜀で建国した成蜀を頼ったという。
『晋書』劉元海載記で劉備の祭祀を継承したとされているのは劉淵である。漢王即位時の令が本文に引用されており、そこには「昭烈（劉備）は岷蜀に播越し否が終には泰になり（易経で否は大凶、泰は大吉の卦）、旧京に旋軫することを冀うも、何ぞ図らんや天、未だ禍を悔いず、後帝窘辱せられ、社稷淪喪より、宗廟の血食せざること茲に於いて四十年」（昭烈帝陛下は蜀へ逃れられ、大凶運が大吉に変わって洛陽に凱旋されることを夢見ていたが、天は昭烈帝に幸いせず、劉禅陛下は亡国の屈辱を味わい、四十年間漢王朝の祭祀は途絶えている）とある。劉淵は三祖（高祖劉邦・世祖光武帝劉秀・烈祖昭烈帝劉備）を祀り、司馬一族への復讐を誓った。このことから『三国志平話』では劉淵は実は劉備の孫であるという伝説が生じた。
中華民国14年（1926年）に『富陽劉氏宗譜』なる族譜が公表され、浙江省杭州市富陽区漁山郷曙星村なる村落に劉備の子孫がいると主張され、現在でも大々的に喧伝されている。ただこの族譜では、光武帝の末裔と自称した劉川なる人物が西晋の時代に蜀漢の親族とみられることを恐れて金と改姓したことが述べられているのみで、史書での劉備の血統とするつながりは確認できない。

### 逸聞
- ある時、呂布が袁渙に劉備を罵倒する手紙を書かせようとしたが、袁渙はこれを拒否した。このため呂布は武器を袁渙に突き付け、無理やり書かせようとした。しかし袁渙が顔色を変えることなく、逆に冷静さをもって「人を辱めるのに文書でもってしても、その人（劉備）の徳が高ければ対する者（呂布）が辱められるのです」と説得したため、呂布は恥じ入って引き下がった。また、ある時に劉備が死んだとの噂が伝えられたが、他の諸官が慶賀する中で、袁渙はそれに与しなかった。

- 呂布が下邳を占拠すると、張飛は敗走した。劉備はこれを聞くと軍勢をまとめて引き揚げ、下邳に至ったところで、軍が崩壊した。崩壊した兵を集めながら東行して広陵を攻略したが、袁術と戦いになって、またも敗北した。飢餓のため困窮し、劉備軍の兵士が互いに食いあったというのである（『英雄記』）。

- 劉備は成都攻略にあたって、率いる部下たちに「事が定まった際には、成都の国庫内のあらゆる物を私は預からない」と約束した。成都を落とすと、部下たちは矛を捨て競って国庫に所蔵された財貨を取った。このため、軍事用資金や物資が枯渇し劉備はこれを憂いた。劉巴は劉備に「百銭の貨幣（直百五銖）を鋳造し諸物価を安定させ、国が管理する市を立てれば良いでしょう」と進言し、劉備がこれに従ったところ数か月で蔵が一杯になった。部下たちに成都に住居や城外の園畑を恩賞として与えようという議論があった、趙雲が反対したので劉備はそれに従ったという（『趙雲別伝』『資治通鑑』）。

- 彭羕は、その野心を警戒した諸葛亮が劉備に密告した為に、左遷されることとなった。彭羕は左遷される前に馬超を訪問すると、劉備を「老革[45]（おいぼれ、老兵の意）」と批判した後、「君が外で兵を挙げ、私が内を取り持てば、天下は思いのままである」と馬超に反乱を持ちかけた。流浪の末に帰順した馬超は、自分の身を危惧していたのでこの言葉を受け入れず、彭羕が帰るとその言葉を上表したため、彭羕は劉備に処刑された（『三国志』蜀志「彭羕伝」）。

- 劉備が漢中に出陣すると兵力不足を補うため至急の文書をよこし兵を微発せよといってきた。諸葛亮は楊洪の進言を聞き入れ、漢中に益州百姓を送り込んだ[46]（『楊洪伝』）。

- 建安末年ごろに、張裕はある人に漢朝の滅亡と劉備の死を予言した。その人が密かに訴え出ると。劉備は以前から彼の不遜な態度もあったため、今回の漏らした言葉に激怒した。さらに漢中についての予言が当たらなかったことを明らかにさせ、張裕を処刑しようとした。諸葛亮が張裕のために助命を嘆願したが、劉備は美しい蘭でも門の前に咲いていれば刈り取らなければならないとの返答をしたという。結局、張裕は処刑され、後に彼が予言した通り魏が成立して漢が滅び、劉備が崩御した(『周羣伝』)。

- 『芸文伐山』という書によると、范長生はかつて劉備に仕えていたという[47]。李特の時代に至るまで130年以上が経過している。また、南宋の祝穆が著した『方輿勝覧』によると、かつ劉備は彼を征伐しようとしたが失敗し、その後逍遥公に封じたという。劉禅が後を継ぐと、彼の邸宅を長生観と名付けたという。

- 正史にも演義にも劉備の兄弟については記されていないが、『元大徳九路本十七史』によると劉亮（字は叔朗）という弟がいたことになっている。劉備が黄巾の乱に対して義兵を結成すると親族の劉展・劉徳然らと共に参加したが、張純の乱の討伐軍に加わった際に田野の戦いで劉亮を含め劉備に従っていた親族は全員戦死した。

## 人物

### 性格
非常に仁義に厚い人物とされており、陶謙の救援に唯一向かった事や、恩義のある劉表を裏切らずに荊州を奪わなかったりと、誠実な人物とされている。また一方で、長坂の戦い後に交州に落ち延びようとするなど、意思は強くはなかった。劉備は任侠の者で、名士よりも気が合うものを気に入っていた。学生時代は読書を甚だしくは楽しまず、音楽等の芸術、狗馬、明るい服装を好んだ。言葉は少なく、謙虚であり、喜怒の感情を表に出さず、若者から慕われていた。

### 容姿

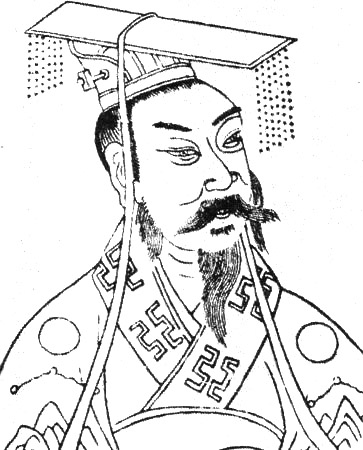
劉備

劉備は背丈が三国志演義 李卓吾本では七尺五寸（後漢時代の尺度では約173cm、西晋時代の尺度では約181cm）、三国志演義 毛宗崗本では八尺（後漢尺度では約184㎝、西晋尺度では約192㎝）、腕が膝に届くまであり、耳が非常に大きく自分の耳を見ることが出来たという。
「蜀書」周羣伝には張裕に「潞涿君」（ひげの薄い人の意）とあげつらわれたとある。

### 呼称
字の玄徳（げんとく）は、「玄徳」は「明徳」に相対する言葉である。明徳とは外に表れる意識的な仁徳を言い、玄徳とは無意識、玄妙無限なる仁徳を指す。字は盧植が付けたのではないかと漢学者の安岡正篤は推測している。『三国志』（正史）では、劉備を諡号の昭烈帝ではなく「先主」と呼んでいる。これは、魏を正統とする立ち位置で国に2人の皇帝がいることは儒教的に許されないので、皇帝のような微妙な立ち位置で呼んだのである。

### 系譜
劉備は前漢の景帝の第9子、中山靖王劉勝（? - 紀元前113年没）の庶子の劉貞の末裔という。劉勝の子と孫を合わせると120人以上になり、劉備の祖とされる劉貞は、紀元前117年に涿郡涿県の列侯として陸城亭侯の爵位を賜った。だが、紀元前112年の年始（正月）頃に、彼は列侯のみに課された漢朝への上納金（酎金）を納めなかったために、侯国を除かれ、史書の系譜もそこで止まっている。
また、「先主伝」注に引く『典略』では、劉備は臨邑侯の庶流と記されている。
```
景帝－劉勝－劉貞 以後の系譜は不詳（『三国志』蜀書先主伝）
 
景帝－常山憲王劉舜－真定頃王劉平－真定烈王劉偃－真定孝王劉由－真定安王劉雍－真定共王劉普－臨邑侯劉譲（『典略』/下記の系譜も同様）
 
景帝－長沙定王劉発－舂陵節侯劉買－鬱林太守劉外－鉅鹿都尉劉回－南頓県令劉欽－斉武王劉縯－北海靖王劉興－臨邑侯劉復－臨邑侯劉騊駼

```

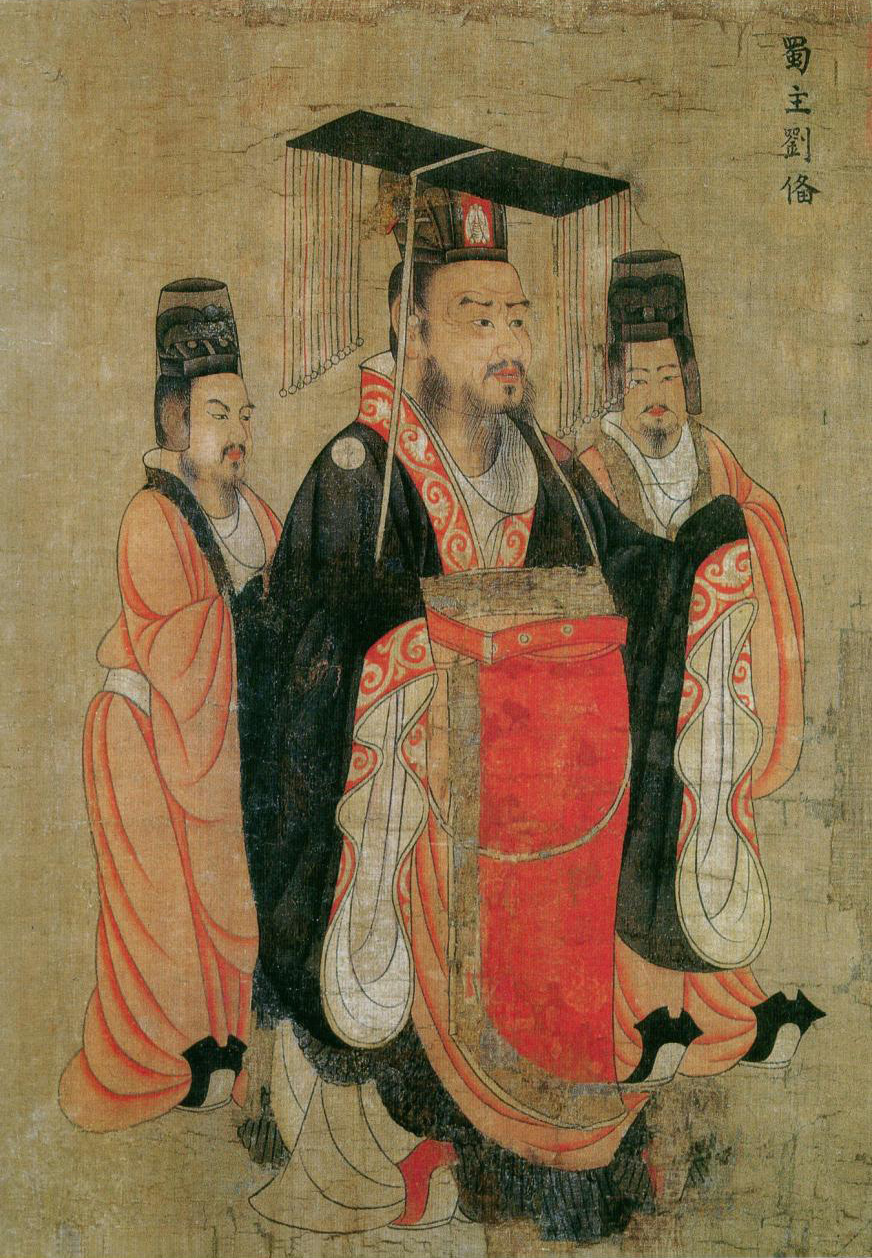
閻立本『歴代帝王図巻』より

物語である『三国志平話』および『三国志演義』においては、中山靖王劉勝、その子の陸城亭侯・劉貞以後の系譜は、劉貞の子の劉昂は沛侯、その子の劉禄は漳侯、その子の劉欒は沂水侯、劉英は欽陽侯に封ぜられ、劉貞以後の数代は列侯の爵禄を受けたものの、家運の衰退により劉備の父母の代には沓売りや蓆売りにまで零落するも、劉備の代に献帝に拝謁し漢の宗親と認められて左将軍・宜城亭侯に封ぜられ、その後後漢の滅亡により蜀漢を興しその皇帝として君臨したとされている。これは一部を除いて創作である。
江戸時代の林羅山は『寛永諸家系図伝』において、「蜀漢の劉備が中山靖王（劉勝）の子孫だといったり、北宋の趙匡胤が趙広漢の末裔だといったりしているのは途中の系図が切れていて疑わしい。日本の戦国武将の系図にも同様の例が多い」とわざわざ引き合いに出している。
なお、漢代の復除（徭役の免除）を研究している山田勝芳は、延熹2年（159年）以降、属尽と称されていた宗室の資格を失った歴代皇帝の子孫は各種の免税特権を受けていたことを指摘し、劉備の幼少期の逸話（一族の集住や学資援助を受ける話）は彼が属尽の一員として一族集団の保護を受けていた（一族の団結は官吏や外部の人々に特権の存在を明示する手段になる）、すなわち彼が属尽であっても宗室の家に連なる者であったことを確認できる証明になるとしている。
一般的に、初代皇帝は祖先を皇帝として追尊したり、自分を前代の皇帝の養子にしたりする例がある。同時代では魏の曹丕は父の曹操に太祖武皇帝、呉の孫権は父の孫堅に武烈皇帝の諡号を贈っている。漢の高祖である劉邦は父に大上皇の称号を送っているが、これは存命中であったためである。後漢の光武帝 は前漢の宣帝を養祖父、元帝を養父とすることと認め、前漢の近支の皇統（本家）を継承したことを表明したため、自分の実親（分家）を追尊しなかった。
しかし、劉備は後漢皇帝の養子を称した訳では無いが、父母を含めた先祖を皇帝・皇后として追尊することもなく、劉禅の代にも行われなかった。

## 蜀漢正統論
劉備が傍系とは言え漢王室の血筋であったことから、早くも東晋の時代には習鑿歯が『漢晋春秋』にて蜀漢正統論を唱え、劉備の蜀漢こそ正統で曹操の魏は簒奪者であると主張した。以後、議論は日本の江戸時代の浅見絅斎『靖献遺言講義』巻二の「三国正統弁」にまで続いた。

## 後世の評
陳寿の評：「度量が広く、意志が強く、心が大きく親切であって、人物を良く見極めて士人を待遇した。思うに前漢の高祖（劉邦）の面影があり、英雄の器であった。国のその後を諸葛亮に全て託すのに際して、心に何らの疑念を抱かなかったこととなると、まことに君臣の私心なきあり方として最高のものであり、古今を通じての盛事である。権謀と策略にかけては、魏武（曹操）に及ばず、これがために国土もまた狭かった。しかしながら敗れても屈服せず、最後まで臣下とならなかったのは、武帝（曹操）の度量からいって絶対に自分を受け入れないと推し測ったからで、単に利を競うためというのでなく同時に害悪を回避する為であったのである。」（『蜀書』「先主伝」）
習鑿歯はいう。先主は顛倒し困難に陥ったときであっても、信義をますます明らかにし、状況が逼迫し事態が危険になっても、道理に外れぬ発言をした。景升(劉表)の恩顧を追慕すれば、その心情は三軍を感動させ、道義にひかれる人々に慕われ（後についてこられ）れば、（見捨てることなく）甘んじてともに敗北した。彼が人々の心に結びついた経過を観察すれば、いったい、どぶろくを与えて凍えている者を慰撫し、蓼（にがい）を口に含み、民の病気を見舞った程度のことであろうか。彼が大事業を成し遂げたのも当然であろう。

## 『三国志演義』における劉備

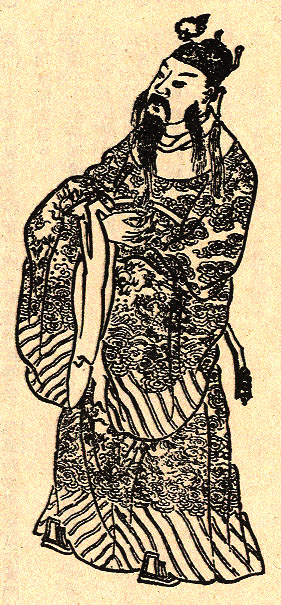
清朝期の三国志演義における劉備の肖像画

小説『三国志演義』は、黄巾の乱によって世が乱れる中、劉備が関羽、張飛と桃園の誓いを結び、義勇兵を起こす場面から始まる。
劉備は仁徳によって諸勢力に重んじられ、同時に警戒されたが『演義』の中の劉備はさらにその個性の徹底化を図られ武勇を関羽、張飛をはじめとする武臣たち、知略を諸葛亮などの謀臣に預け、多様な個性を周囲に惹き付ける中心として位置している。しかも、若い時は母子で草鞋を作り行商し、吉川英治の小説『三国志』では当時庶民では高級品であったと言われる茶を母に飲ませるために金を貯めていたという苦労人として描かれている。ここから儒教の理想とする君子的高潔さが描かれ、これによって奸雄・曹操と対立軸を構成している。
『演義』の中の劉備は「双股剣」と「的盧」を愛用している。「双股剣」は、桃園の誓いで義兄弟の契りを果たしたあと、張世平と蘇双から贈られた軍用金の一部で鋳させた二本合わせの剣。吉川の小説では、「大小の二剣」と表記され、呂布との戦いで使用された。また、同小説では先祖から伝わる剣を所持しており、旅先で黄巾族に襲われているところを救ってくれた張飛に対し礼としてこの剣を渡したが、旅先から戻りこれを知った劉備の母がひどく悲しんだとされている。この剣は張飛と再会し義兄弟の契りを交わした際に劉備の手に戻った。
『演義』では、呂布に追われている時に逃げ込んだ家の主人劉安は、劉備をもてなす食料がなかったので妻を殺害して、オオカミの肉と偽って、その肉を差し出し、そうとは知らず感激していた劉備だったが、顛末を知るやひどく悲嘆したという逸話が存在する（和訳本では削除されるか、価値観の違いについて注釈の上で紹介されている。また、吉川の小説ではこの描写前に、中国と日本の文化の違いについて明記している）。『演義』では、蜀を奪ったあと、義兄弟である関羽を魏呉連合軍に殺され、その後に後漢が滅ぶ。この頃から劉備には自分勝手な振る舞いが目立つようになり、諸葛亮を始めとする群臣が劉備に帝位に就くよう勧めた際に、「そなた達は私を不義不忠の輩に仕立てる気か」と激昂する。即位後には部下が張飛を殺して呉に逃亡したことにより怒り狂い、義兄弟の敵討ちという私利私欲に走り呉を攻める。その際に黄忠を老人扱いしたり、自軍が75万という大軍勢な上に呉軍の士気が低いのを見て傲慢になっていた。そこを突いた陸遜により大敗し白帝城へ落ち延び、まもなく後悔の念にさいなまれ病気になる。病の床で見た夢に現れた関羽と張飛から「遠くなく兄弟三人がまた集うことになるでしょう」と言われ、自らの死期を悟る。そして諸葛亮を呼び寄せ、後のことを託して世を去る。

## 妻子・血縁
|  |  |  |  |  |  |  |  |             |             |             |             |             |             |  |  |               |               |               |               |               |               |  |  |                 |                 |                 |                 |                 |                 |  |  |               |               |               |               |               |               |  |  |                |                |                |                |                |                |  |  |              |              |              |              |              |              |  |  |             |             |             |             |             |             |  |  |  |  |  |  |  |  |  |  |  |  |  |  |  |  |  |  |  |  |  |  |  |  |  |  |  |  |  |  |  |  |  |  |  |  |  |  |
|  |  |  |  |  |  |  |  |             |             |             |             |             |             |  |  |               |               |               |               |               |               |  |  |                 |                 |                 |                 |                 |                 |  |  | 太上皇 劉煓   |               |               |               |               |               |  |  |                |                |                |                |                |                |  |  |              |              |              |              |              |              |  |  |             |             |             |             |             |             |  |  |  |  |  |  |  |  |  |  |  |  |  |  |  |  |  |  |  |  |  |  |  |  |  |  |  |  |  |  |  |  |  |  |  |  |  |  |
|  |  |  |  |  |  |  |  |             |             |             |             |             |             |  |  |               |               |               |               |               |               |  |  |                 |                 |                 |                 |                 |                 |  |  |               |               |               |               |               |               |  |  |                |                |                |                |                |                |  |  |              |              |              |              |              |              |  |  |             |             |             |             |             |             |  |  |  |  |  |  |  |  |  |  |  |  |  |  |  |  |  |  |  |  |  |  |  |  |  |  |  |  |  |  |  |  |  |  |  |  |  |  |
|  |  |  |  |  |  |  |  |             |             |             |             |             |             |  |  |               |               |               |               |               |               |  |  |                 |                 |                 |                 |                 |                 |  |  |               |               |               |               |               |               |  |  |                |                |                |                |                |                |  |  |              |              |              |              |              |              |  |  |             |             |             |             |             |             |  |  |  |  |  |  |  |  |  |  |  |  |  |  |  |  |  |  |  |  |  |  |  |  |  |  |  |  |  |  |  |  |  |  |  |  |  |  |
|  |  |  |  |  |  |  |  | 代王 劉喜   | 代王 劉喜   | 代王 劉喜   | 代王 劉喜   | 代王 劉喜   | 代王 劉喜   |  |  |               |               |               |               |               |               |  |  |                 |                 |                 |                 |                 |                 |  |  | (1)高祖 劉邦  | (1)高祖 劉邦  | (1)高祖 劉邦  | (1)高祖 劉邦  | (1)高祖 劉邦  | (1)高祖 劉邦  |  |  |                |                |                |                |                |                |  |  |              |              |              |              |              |              |  |  | 楚王 劉交   | 楚王 劉交   | 楚王 劉交   | 楚王 劉交   | 楚王 劉交   | 楚王 劉交   |  |  |  |  |  |  |  |  |  |  |  |  |  |  |  |  |  |  |  |  |  |  |  |  |  |  |  |  |  |  |  |  |  |  |  |  |  |  |
|  |  |  |  |  |  |  |  | 代王 劉喜   | 代王 劉喜   | 代王 劉喜   | 代王 劉喜   | 代王 劉喜   | 代王 劉喜   |  |  |               |               |               |               |               |               |  |  |                 |                 |                 |                 |                 |                 |  |  | (1)高祖 劉邦  | (1)高祖 劉邦  | (1)高祖 劉邦  | (1)高祖 劉邦  | (1)高祖 劉邦  | (1)高祖 劉邦  |  |  |                |                |                |                |                |                |  |  |              |              |              |              |              |              |  |  | 楚王 劉交   | 楚王 劉交   | 楚王 劉交   | 楚王 劉交   | 楚王 劉交   | 楚王 劉交   |  |  |  |  |  |  |  |  |  |  |  |  |  |  |  |  |  |  |  |  |  |  |  |  |  |  |  |  |  |  |  |  |  |  |  |  |  |  |
|  |  |  |  |  |  |  |  |             |             |             |             |             |             |  |  |               |               |               |               |               |               |  |  |                 |                 |                 |                 |                 |                 |  |  |               |               |               |               |               |               |  |  |                |                |                |                |                |                |  |  |              |              |              |              |              |              |  |  |             |             |             |             |             |             |  |  |  |  |  |  |  |  |  |  |  |  |  |  |  |  |  |  |  |  |  |  |  |  |  |  |  |  |  |  |  |  |  |  |  |  |  |  |
|  |  |  |  |  |  |  |  | 呉王 劉濞   | 呉王 劉濞   | 呉王 劉濞   | 呉王 劉濞   | 呉王 劉濞   | 呉王 劉濞   |  |  | 斉王 劉肥     | 斉王 劉肥     | 斉王 劉肥     | 斉王 劉肥     | 斉王 劉肥     | 斉王 劉肥     |  |  | (2)恵帝 劉盈    | (2)恵帝 劉盈    | (2)恵帝 劉盈    | (2)恵帝 劉盈    | (2)恵帝 劉盈    | (2)恵帝 劉盈    |  |  | 趙王 劉如意   | 趙王 劉如意   | 趙王 劉如意   | 趙王 劉如意   | 趙王 劉如意   | 趙王 劉如意   |  |  | (前3)文帝 劉恒 | (前3)文帝 劉恒 | (前3)文帝 劉恒 | (前3)文帝 劉恒 | (前3)文帝 劉恒 | (前3)文帝 劉恒 |  |  |              |              |              |              |              |              |  |  | 淮南王 劉長 | 淮南王 劉長 | 淮南王 劉長 | 淮南王 劉長 | 淮南王 劉長 | 淮南王 劉長 |  |  |  |  |  |  |  |  |  |  |  |  |  |  |  |  |  |  |  |  |  |  |  |  |  |  |  |  |  |  |  |  |  |  |  |  |  |  |
|  |  |  |  |  |  |  |  | 呉王 劉濞   | 呉王 劉濞   | 呉王 劉濞   | 呉王 劉濞   | 呉王 劉濞   | 呉王 劉濞   |  |  | 斉王 劉肥     | 斉王 劉肥     | 斉王 劉肥     | 斉王 劉肥     | 斉王 劉肥     | 斉王 劉肥     |  |  | (2)恵帝 劉盈    | (2)恵帝 劉盈    | (2)恵帝 劉盈    | (2)恵帝 劉盈    | (2)恵帝 劉盈    | (2)恵帝 劉盈    |  |  | 趙王 劉如意   | 趙王 劉如意   | 趙王 劉如意   | 趙王 劉如意   | 趙王 劉如意   | 趙王 劉如意   |  |  | (前3)文帝 劉恒 | (前3)文帝 劉恒 | (前3)文帝 劉恒 | (前3)文帝 劉恒 | (前3)文帝 劉恒 | (前3)文帝 劉恒 |  |  |              |              |              |              |              |              |  |  | 淮南王 劉長 | 淮南王 劉長 | 淮南王 劉長 | 淮南王 劉長 | 淮南王 劉長 | 淮南王 劉長 |  |  |  |  |  |  |  |  |  |  |  |  |  |  |  |  |  |  |  |  |  |  |  |  |  |  |  |  |  |  |  |  |  |  |  |  |  |  |
|  |  |  |  |  |  |  |  |             |             |             |             |             |             |  |  |               |               |               |               |               |               |  |  |                 |                 |                 |                 |                 |                 |  |  |               |               |               |               |               |               |  |  |                |                |                |                |                |                |  |  |              |              |              |              |              |              |  |  |             |             |             |             |             |             |  |  |  |  |  |  |  |  |  |  |  |  |  |  |  |  |  |  |  |  |  |  |  |  |  |  |  |  |  |  |  |  |  |  |  |  |  |  |
|  |  |  |  |  |  |  |  | 斉王 劉襄   | 斉王 劉襄   | 斉王 劉襄   | 斉王 劉襄   | 斉王 劉襄   | 斉王 劉襄   |  |  | 城陽王 劉章   | 城陽王 劉章   | 城陽王 劉章   | 城陽王 劉章   | 城陽王 劉章   | 城陽王 劉章   |  |  | *前少帝 劉某    | *前少帝 劉某    | *前少帝 劉某    | *前少帝 劉某    | *前少帝 劉某    | *前少帝 劉某    |  |  | *後少帝 劉弘  | *後少帝 劉弘  | *後少帝 劉弘  | *後少帝 劉弘  | *後少帝 劉弘  | *後少帝 劉弘  |  |  | (4)景帝 劉啓   | (4)景帝 劉啓   | (4)景帝 劉啓   | (4)景帝 劉啓   | (4)景帝 劉啓   | (4)景帝 劉啓   |  |  | 梁王 劉武    | 梁王 劉武    | 梁王 劉武    | 梁王 劉武    | 梁王 劉武    | 梁王 劉武    |  |  | 淮南王 劉安 | 淮南王 劉安 | 淮南王 劉安 | 淮南王 劉安 | 淮南王 劉安 | 淮南王 劉安 |  |  |  |  |  |  |  |  |  |  |  |  |  |  |  |  |  |  |  |  |  |  |  |  |  |  |  |  |  |  |  |  |  |  |  |  |  |  |
|  |  |  |  |  |  |  |  | 斉王 劉襄   | 斉王 劉襄   | 斉王 劉襄   | 斉王 劉襄   | 斉王 劉襄   | 斉王 劉襄   |  |  | 城陽王 劉章   | 城陽王 劉章   | 城陽王 劉章   | 城陽王 劉章   | 城陽王 劉章   | 城陽王 劉章   |  |  | *前少帝 劉某    | *前少帝 劉某    | *前少帝 劉某    | *前少帝 劉某    | *前少帝 劉某    | *前少帝 劉某    |  |  | *後少帝 劉弘  | *後少帝 劉弘  | *後少帝 劉弘  | *後少帝 劉弘  | *後少帝 劉弘  | *後少帝 劉弘  |  |  | (4)景帝 劉啓   | (4)景帝 劉啓   | (4)景帝 劉啓   | (4)景帝 劉啓   | (4)景帝 劉啓   | (4)景帝 劉啓   |  |  | 梁王 劉武    | 梁王 劉武    | 梁王 劉武    | 梁王 劉武    | 梁王 劉武    | 梁王 劉武    |  |  | 淮南王 劉安 | 淮南王 劉安 | 淮南王 劉安 | 淮南王 劉安 | 淮南王 劉安 | 淮南王 劉安 |  |  |  |  |  |  |  |  |  |  |  |  |  |  |  |  |  |  |  |  |  |  |  |  |  |  |  |  |  |  |  |  |  |  |  |  |  |  |
|  |  |  |  |  |  |  |  |             |             |             |             |             |             |  |  |               |               |               |               |               |               |  |  |                 |                 |                 |                 |                 |                 |  |  |               |               |               |               |               |               |  |  |                |                |                |                |                |                |  |  |              |              |              |              |              |              |  |  |             |             |             |             |             |             |  |  |  |  |  |  |  |  |  |  |  |  |  |  |  |  |  |  |  |  |  |  |  |  |  |  |  |  |  |  |  |  |  |  |  |  |  |  |
|  |  |  |  |  |  |  |  | 臨江王 劉栄 | 臨江王 劉栄 | 臨江王 劉栄 | 臨江王 劉栄 | 臨江王 劉栄 | 臨江王 劉栄 |  |  | 中山王 劉勝   | 中山王 劉勝   | 中山王 劉勝   | 中山王 劉勝   | 中山王 劉勝   | 中山王 劉勝   |  |  | 長沙王 劉発     | 長沙王 劉発     | 長沙王 劉発     | 長沙王 劉発     | 長沙王 劉発     | 長沙王 劉発     |  |  |               |               |               |               |               |               |  |  | (5)武帝 劉徹   | (5)武帝 劉徹   | (5)武帝 劉徹   | (5)武帝 劉徹   | (5)武帝 劉徹   | (5)武帝 劉徹   |  |  |              |              |              |              |              |              |  |  |             |             |             |             |             |             |  |  |  |  |  |  |  |  |  |  |  |  |  |  |  |  |  |  |  |  |  |  |  |  |  |  |  |  |  |  |  |  |  |  |  |  |  |  |
|  |  |  |  |  |  |  |  | 臨江王 劉栄 | 臨江王 劉栄 | 臨江王 劉栄 | 臨江王 劉栄 | 臨江王 劉栄 | 臨江王 劉栄 |  |  | 中山王 劉勝   | 中山王 劉勝   | 中山王 劉勝   | 中山王 劉勝   | 中山王 劉勝   | 中山王 劉勝   |  |  | 長沙王 劉発     | 長沙王 劉発     | 長沙王 劉発     | 長沙王 劉発     | 長沙王 劉発     | 長沙王 劉発     |  |  |               |               |               |               |               |               |  |  | (5)武帝 劉徹   | (5)武帝 劉徹   | (5)武帝 劉徹   | (5)武帝 劉徹   | (5)武帝 劉徹   | (5)武帝 劉徹   |  |  |              |              |              |              |              |              |  |  |             |             |             |             |             |             |  |  |  |  |  |  |  |  |  |  |  |  |  |  |  |  |  |  |  |  |  |  |  |  |  |  |  |  |  |  |  |  |  |  |  |  |  |  |
|  |  |  |  |  |  |  |  |             |             |             |             |             |             |  |  |               |               |               |               |               |               |  |  |                 |                 |                 |                 |                 |                 |  |  |               |               |               |               |               |               |  |  |                |                |                |                |                |                |  |  |              |              |              |              |              |              |  |  |             |             |             |             |             |             |  |  |  |  |  |  |  |  |  |  |  |  |  |  |  |  |  |  |  |  |  |  |  |  |  |  |  |  |  |  |  |  |  |  |  |  |  |  |
|  |  |  |  |  |  |  |  |             |             |             |             |             |             |  |  | 左丞相 劉屈氂 | 左丞相 劉屈氂 | 左丞相 劉屈氂 | 左丞相 劉屈氂 | 左丞相 劉屈氂 | 左丞相 劉屈氂 |  |  | (追)戻太子 劉拠 | (追)戻太子 劉拠 | (追)戻太子 劉拠 | (追)戻太子 劉拠 | (追)戻太子 劉拠 | (追)戻太子 劉拠 |  |  | 燕王 劉旦     | 燕王 劉旦     | 燕王 劉旦     | 燕王 劉旦     | 燕王 劉旦     | 燕王 劉旦     |  |  | (6)昭帝 劉弗陵 | (6)昭帝 劉弗陵 | (6)昭帝 劉弗陵 | (6)昭帝 劉弗陵 | (6)昭帝 劉弗陵 | (6)昭帝 劉弗陵 |  |  | 昌邑王 劉髆  | 昌邑王 劉髆  | 昌邑王 劉髆  | 昌邑王 劉髆  | 昌邑王 劉髆  | 昌邑王 劉髆  |  |  |             |             |             |             |             |             |  |  |  |  |  |  |  |  |  |  |  |  |  |  |  |  |  |  |  |  |  |  |  |  |  |  |  |  |  |  |  |  |  |  |  |  |  |  |
|  |  |  |  |  |  |  |  |             |             |             |             |             |             |  |  | 左丞相 劉屈氂 | 左丞相 劉屈氂 | 左丞相 劉屈氂 | 左丞相 劉屈氂 | 左丞相 劉屈氂 | 左丞相 劉屈氂 |  |  | (追)戻太子 劉拠 | (追)戻太子 劉拠 | (追)戻太子 劉拠 | (追)戻太子 劉拠 | (追)戻太子 劉拠 | (追)戻太子 劉拠 |  |  | 燕王 劉旦     | 燕王 劉旦     | 燕王 劉旦     | 燕王 劉旦     | 燕王 劉旦     | 燕王 劉旦     |  |  | (6)昭帝 劉弗陵 | (6)昭帝 劉弗陵 | (6)昭帝 劉弗陵 | (6)昭帝 劉弗陵 | (6)昭帝 劉弗陵 | (6)昭帝 劉弗陵 |  |  | 昌邑王 劉髆  | 昌邑王 劉髆  | 昌邑王 劉髆  | 昌邑王 劉髆  | 昌邑王 劉髆  | 昌邑王 劉髆  |  |  |             |             |             |             |             |             |  |  |  |  |  |  |  |  |  |  |  |  |  |  |  |  |  |  |  |  |  |  |  |  |  |  |  |  |  |  |  |  |  |  |  |  |  |  |
|  |  |  |  |  |  |  |  |             |             |             |             |             |             |  |  |               |               |               |               |               |               |  |  | (追)悼皇 劉進   | (追)悼皇 劉進   | (追)悼皇 劉進   | (追)悼皇 劉進   | (追)悼皇 劉進   | (追)悼皇 劉進   |  |  |               |               |               |               |               |               |  |  |                |                |                |                |                |                |  |  | *昌邑王 劉賀 | *昌邑王 劉賀 | *昌邑王 劉賀 | *昌邑王 劉賀 | *昌邑王 劉賀 | *昌邑王 劉賀 |  |  |             |             |             |             |             |             |  |  |  |  |  |  |  |  |  |  |  |  |  |  |  |  |  |  |  |  |  |  |  |  |  |  |  |  |  |  |  |  |  |  |  |  |  |  |
|  |  |  |  |  |  |  |  |             |             |             |             |             |             |  |  |               |               |               |               |               |               |  |  | (追)悼皇 劉進   | (追)悼皇 劉進   | (追)悼皇 劉進   | (追)悼皇 劉進   | (追)悼皇 劉進   | (追)悼皇 劉進   |  |  |               |               |               |               |               |               |  |  |                |                |                |                |                |                |  |  | *昌邑王 劉賀 | *昌邑王 劉賀 | *昌邑王 劉賀 | *昌邑王 劉賀 | *昌邑王 劉賀 | *昌邑王 劉賀 |  |  |             |             |             |             |             |             |  |  |  |  |  |  |  |  |  |  |  |  |  |  |  |  |  |  |  |  |  |  |  |  |  |  |  |  |  |  |  |  |  |  |  |  |  |  |
|  |  |  |  |  |  |  |  |             |             |             |             |             |             |  |  |               |               |               |               |               |               |  |  | (7)宣帝 劉詢    |                 |                 |                 |                 |                 |  |  |               |               |               |               |               |               |  |  |                |                |                |                |                |                |  |  |              |              |              |              |              |              |  |  |             |             |             |             |             |             |  |  |  |  |  |  |  |  |  |  |  |  |  |  |  |  |  |  |  |  |  |  |  |  |  |  |  |  |  |  |  |  |  |  |  |  |  |  |
|  |  |  |  |  |  |  |  |             |             |             |             |             |             |  |  |               |               |               |               |               |               |  |  |                 |                 |                 |                 |                 |                 |  |  |               |               |               |               |               |               |  |  |                |                |                |                |                |                |  |  |              |              |              |              |              |              |  |  |             |             |             |             |             |             |  |  |  |  |  |  |  |  |  |  |  |  |  |  |  |  |  |  |  |  |  |  |  |  |  |  |  |  |  |  |  |  |  |  |  |  |  |  |
|  |  |  |  |  |  |  |  |             |             |             |             |             |             |  |  |               |               |               |               |               |               |  |  |                 |                 |                 |                 |                 |                 |  |  |               |               |               |               |               |               |  |  |                |                |                |                |                |                |  |  |              |              |              |              |              |              |  |  |             |             |             |             |             |             |  |  |  |  |  |  |  |  |  |  |  |  |  |  |  |  |  |  |  |  |  |  |  |  |  |  |  |  |  |  |  |  |  |  |  |  |  |  |
|  |  |  |  |  |  |  |  |             |             |             |             |             |             |  |  |               |               |               |               |               |               |  |  | (8)元帝 劉奭    | (8)元帝 劉奭    | (8)元帝 劉奭    | (8)元帝 劉奭    | (8)元帝 劉奭    | (8)元帝 劉奭    |  |  |               |               |               |               |               |               |  |  | 楚王 劉囂      | 楚王 劉囂      | 楚王 劉囂      | 楚王 劉囂      | 楚王 劉囂      | 楚王 劉囂      |  |  |              |              |              |              |              |              |  |  |             |             |             |             |             |             |  |  |  |  |  |  |  |  |  |  |  |  |  |  |  |  |  |  |  |  |  |  |  |  |  |  |  |  |  |  |  |  |  |  |  |  |  |  |
|  |  |  |  |  |  |  |  |             |             |             |             |             |             |  |  |               |               |               |               |               |               |  |  | (8)元帝 劉奭    | (8)元帝 劉奭    | (8)元帝 劉奭    | (8)元帝 劉奭    | (8)元帝 劉奭    | (8)元帝 劉奭    |  |  |               |               |               |               |               |               |  |  | 楚王 劉囂      | 楚王 劉囂      | 楚王 劉囂      | 楚王 劉囂      | 楚王 劉囂      | 楚王 劉囂      |  |  |              |              |              |              |              |              |  |  |             |             |             |             |             |             |  |  |  |  |  |  |  |  |  |  |  |  |  |  |  |  |  |  |  |  |  |  |  |  |  |  |  |  |  |  |  |  |  |  |  |  |  |  |
|  |  |  |  |  |  |  |  |             |             |             |             |             |             |  |  |               |               |               |               |               |               |  |  |                 |                 |                 |                 |                 |                 |  |  |               |               |               |               |               |               |  |  |                |                |                |                |                |                |  |  |              |              |              |              |              |              |  |  |             |             |             |             |             |             |  |  |  |  |  |  |  |  |  |  |  |  |  |  |  |  |  |  |  |  |  |  |  |  |  |  |  |  |  |  |  |  |  |  |  |  |  |  |
|  |  |  |  |  |  |  |  |             |             |             |             |             |             |  |  | (9)成帝 劉驁  | (9)成帝 劉驁  | (9)成帝 劉驁  | (9)成帝 劉驁  | (9)成帝 劉驁  | (9)成帝 劉驁  |  |  | (追)恭皇 劉康   | (追)恭皇 劉康   | (追)恭皇 劉康   | (追)恭皇 劉康   | (追)恭皇 劉康   | (追)恭皇 劉康   |  |  | 中山王 劉興   | 中山王 劉興   | 中山王 劉興   | 中山王 劉興   | 中山王 劉興   | 中山王 劉興   |  |  | 劉勲           | 劉勲           | 劉勲           | 劉勲           | 劉勲           | 劉勲           |  |  |              |              |              |              |              |              |  |  |             |             |             |             |             |             |  |  |  |  |  |  |  |  |  |  |  |  |  |  |  |  |  |  |  |  |  |  |  |  |  |  |  |  |  |  |  |  |  |  |  |  |  |  |
|  |  |  |  |  |  |  |  |             |             |             |             |             |             |  |  | (9)成帝 劉驁  | (9)成帝 劉驁  | (9)成帝 劉驁  | (9)成帝 劉驁  | (9)成帝 劉驁  | (9)成帝 劉驁  |  |  | (追)恭皇 劉康   | (追)恭皇 劉康   | (追)恭皇 劉康   | (追)恭皇 劉康   | (追)恭皇 劉康   | (追)恭皇 劉康   |  |  | 中山王 劉興   | 中山王 劉興   | 中山王 劉興   | 中山王 劉興   | 中山王 劉興   | 中山王 劉興   |  |  | 劉勲           | 劉勲           | 劉勲           | 劉勲           | 劉勲           | 劉勲           |  |  |              |              |              |              |              |              |  |  |             |             |             |             |             |             |  |  |  |  |  |  |  |  |  |  |  |  |  |  |  |  |  |  |  |  |  |  |  |  |  |  |  |  |  |  |  |  |  |  |  |  |  |  |
|  |  |  |  |  |  |  |  |             |             |             |             |             |             |  |  |               |               |               |               |               |               |  |  | (10)哀帝 劉欣   | (10)哀帝 劉欣   | (10)哀帝 劉欣   | (10)哀帝 劉欣   | (10)哀帝 劉欣   | (10)哀帝 劉欣   |  |  | (11)平帝 劉衎 | (11)平帝 劉衎 | (11)平帝 劉衎 | (11)平帝 劉衎 | (11)平帝 劉衎 | (11)平帝 劉衎 |  |  | 劉顕           | 劉顕           | 劉顕           | 劉顕           | 劉顕           | 劉顕           |  |  |              |              |              |              |              |              |  |  |             |             |             |             |             |             |  |  |  |  |  |  |  |  |  |  |  |  |  |  |  |  |  |  |  |  |  |  |  |  |  |  |  |  |  |  |  |  |  |  |  |  |  |  |
|  |  |  |  |  |  |  |  |             |             |             |             |             |             |  |  |               |               |               |               |               |               |  |  | (10)哀帝 劉欣   | (10)哀帝 劉欣   | (10)哀帝 劉欣   | (10)哀帝 劉欣   | (10)哀帝 劉欣   | (10)哀帝 劉欣   |  |  | (11)平帝 劉衎 | (11)平帝 劉衎 | (11)平帝 劉衎 | (11)平帝 劉衎 | (11)平帝 劉衎 | (11)平帝 劉衎 |  |  | 劉顕           | 劉顕           | 劉顕           | 劉顕           | 劉顕           | 劉顕           |  |  |              |              |              |              |              |              |  |  |             |             |             |             |             |             |  |  |  |  |  |  |  |  |  |  |  |  |  |  |  |  |  |  |  |  |  |  |  |  |  |  |  |  |  |  |  |  |  |  |  |  |  |  |
|  |  |  |  |  |  |  |  |             |             |             |             |             |             |  |  |               |               |               |               |               |               |  |  |                 |                 |                 |                 |                 |                 |  |  |               |               |               |               |               |               |  |  | *孺子 劉嬰     |                |                |                |                |                |  |  |              |              |              |              |              |              |  |  |             |             |             |             |             |             |  |  |  |  |  |  |  |  |  |  |  |  |  |  |  |  |  |  |  |  |  |  |  |  |  |  |  |  |  |  |  |  |  |  |  |  |  |  |

- 継室：糜夫人 - 糜竺・糜芳妹
- 継々室：孫夫人 - 孫権妹
- 皇后：呉皇后（穆皇后）- 呉懿妹
- 側室：甘夫人（贈昭烈皇后）
  - 男子：安楽公 劉禅（公嗣） - 第2代皇帝
- 生母不詳の子女
  - 男子：甘陵王 劉永（公寿）
  - 男子：安平王 劉理（奉孝）
  - 男子：名不詳[59]
  - 娘2名[60]
- 養子
  - 副軍将軍 劉封
- その他の血縁　
  1. 劉玄　（曾孫）- 劉永の孫
  2. 劉子敬（叔父）
  3. 劉元起（従父）
  4. 劉徳然（劉元起の子）

## 伝記史料
- 『三国志』巻32 先主伝
- 『華陽国志』巻6 劉先主志

## 参考書籍
- 陳寿著：裴松之注『正史 三国志 5 蜀書』（井波律子 訳、ちくま学芸文庫）- ISBN 4-480-08045-7
- 渡辺精一『三国志・人物鑑定事典』（学研）- ISBN 4-05-400868-2
- 柿沼陽平『劉備と諸葛亮　カネ勘定の『三国志』』（文藝春秋、2018年5月）- ISBN 978-4166611713